# Шипяща съгласна
Шипящите съгласни (наричани още сибилантни) са група проходни съгласни (и съответните им преградно-проходни) с по-висока амплитуда и честота, които се учленяват чрез насочване на въздушния поток с езика към зъбите. Шипящи съгласни в българския език са звуците, обозначавани със „с“, „з“, „ш“ и „ж“, и преградно-проходните им съответствия, означавани с „ц“, „дз“, „ч“ и „дж“.
Осемте основни шипящи съгласни звука, разпознавани от Международната фонетична азбука са:
- Беззвучна венечна шипяща проходна съгласна [s]
- Звучна венечна шипяща проходна съгласна [z]
- Беззвучна задвенечна шипяща проходна съгласна [ʃ]
- Звучна задвенечна шипяща проходна съгласна [ʒ]
- Беззвучна ретрофлексна проходна съгласна [ʂ]
- Звучна ретрофлексна проходна съгласна [ʐ]
- Беззвучна небна шипяща проходна съгласна [ɕ]
- Звучна небна шипяща проходна съгласна [ʑ]

Тези звукове се делят на две групи:

— съскави съгласни: „с“, „з“, „ц“, „дз“;

— шушкави съгласни: „ш“, „ж“, „ч“, „дж“.